# Clériston Andrade (Paulo Afonso)
Clériston Andrade é um bairro da cidade de Paulo Afonso. Fica localizado na margem da Av. Aeroporto, próximo ao bairro Jardim Bahia.
O bairro foi bastante ocupado nos últimos anos, porém mantendo-se o padrão de dimensionamento de lotes. É predominantemente residencial, mas possui alguns poucos comércios, que não garantem autossuficiência relativa ao bairro. Em direção ao Parque de Exposições existem inúmeros empreendimentos automotivos, como oficinas, lojas de peças, concessionárias e também pousadas.
Neste bairro fica localizado o Aeroporto de Paulo Afonso.